# هارتویک (حوزه سرشماری)، نیویورک
هارتویک (به انگلیسی: Hartwick) یک منطقهٔ مسکونی در ایالات متحده آمریکا است که در شهرستان آتسگو، نیویورک واقع شده‌است. هارتویک ۹٫۰ کیلومتر مربع مساحت و ۶۲۹ نفر جمعیت دارد و ۴۰۵٫۳۹ متر بالاتر از سطح دریا واقع شده‌است.